# Gmina Burrell (Iowa)

Położenie Gminy Burrell w hrabstwie Decatur

Gmina Burrell (ang. Burrell Township) – gmina w USA, w stanie Iowa, w hrabstwie Decatur. Według danych z 2000 roku gmina miała 354 mieszkańców, a jej powierzchnia wynosi 92,72 km².